# Circuit de Sebring

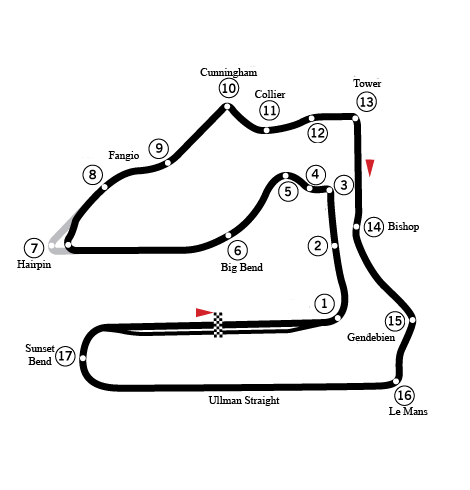
Mapa amb el traçat del circuit

Sebring International Raceway és un circuit d'automobilisme a Sebring (Florida), Estats Units. La pista ocupa part de les instal·lacions de Hendricks Field, un antic camp d'entrenament militar de les forces aèries dels Estats Units que ara es fa servir com a aeroport comercial i privat. El circuit té una longitud de 6,02 km (3,74 milles). El traçat té llargues rectes, amb alguns revolts que es poden traçar a alta velocitat i una zona de revolts lents que és força tècnica. Com en altres circuits, els revolts són anomenats amb noms de pilots i equips històrics.

## Història
Sebring és un dels circuits més antics dels Estats Units en els quals s'han disputat curses cada any des de la primera carrera que es va disputar l'any 1950. Després de la 2a Guerra Mundial, l'enginyer aeronàutic Alec Ullman, que intentava donar noves sortides civils als aeroports militars que ja no es feien servir, va veure el potencial de Sebring per crear-hi curses de resistència similars a les 24 hores de Le Mans.
La primera cursa va tenir lloc el dia de cap d'any de 1950, però les primeres 12 hores de Sebring no es van disputar fins al 15 de març de 1952, aconseguint ser aviat una cursa amb renom internacional. Es considera les 12 hores de Sebring com una de les curses clàssiques del calendari nord-americà juntament amb les 24 hores de Daytona i les 24 hores de Le Mans.
A la Temporada 1959 de Fórmula 1 va tenir lloc el primer Gran Premi dels Estats Units de Fórmula 1. La cursa però, no va tenir l'èxit que s'esperava, i la poca afluència de públic i les elevades despeses de l'organització de la cursa van fer que només s'hi disputés aquest any, passant a disputar-se el 1960 a Riverside i anys després a Watkins Glen.